# Ponte de Lima (freguesia)
Ponte de Lima is een plaats (freguesia) in de Portugese gemeente Ponte de Lima en telt 2752 inwoners (2001). De plaats ligt aan de Lima.

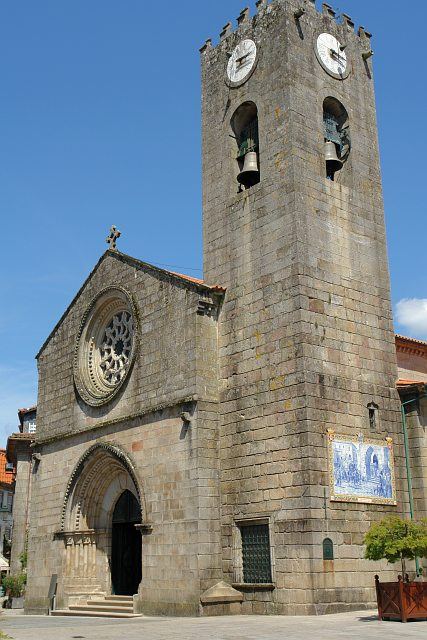
Hoofdkerk van Ponte de Lima
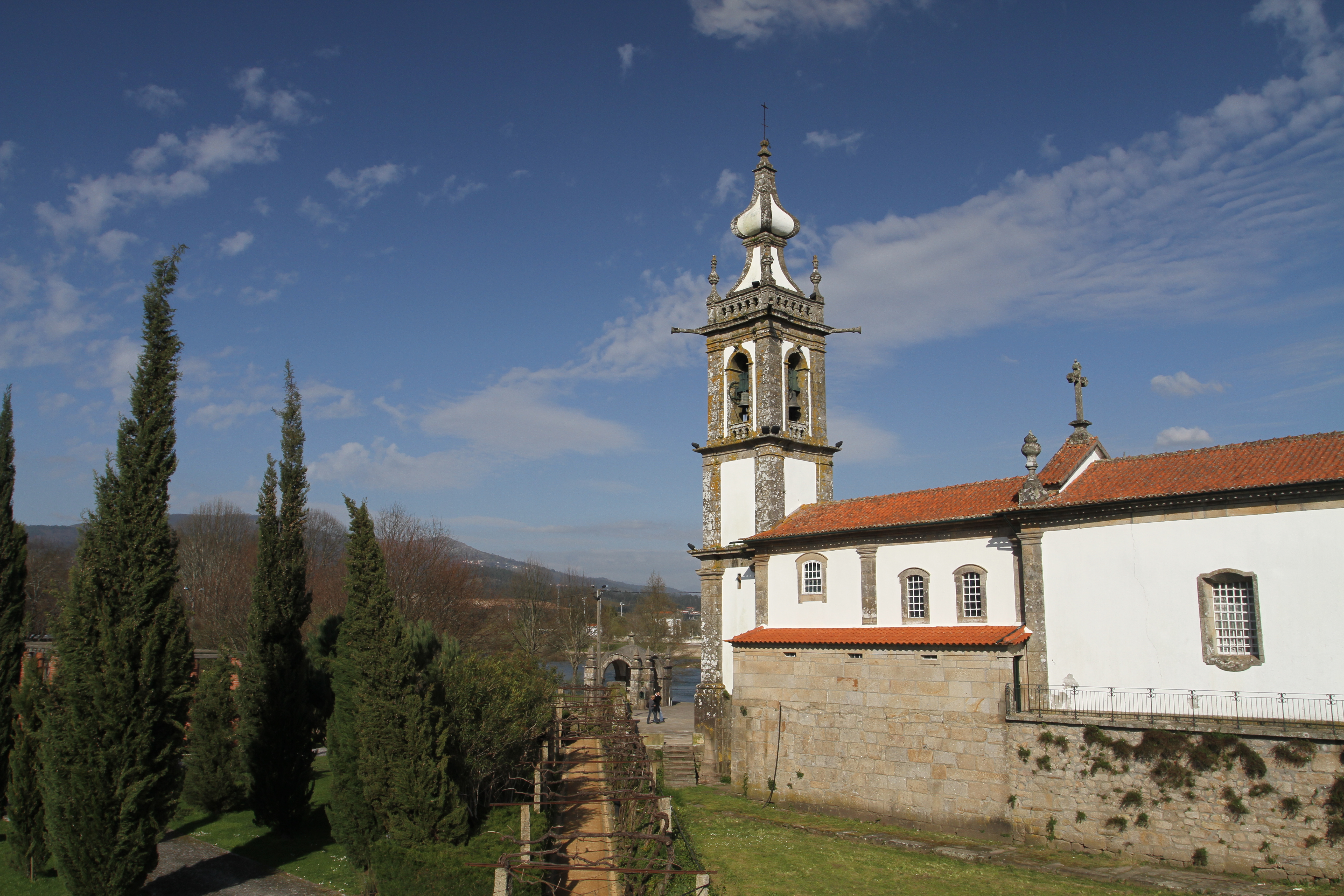
Kerk Santo António da Torre Velha (Joaomartinho)

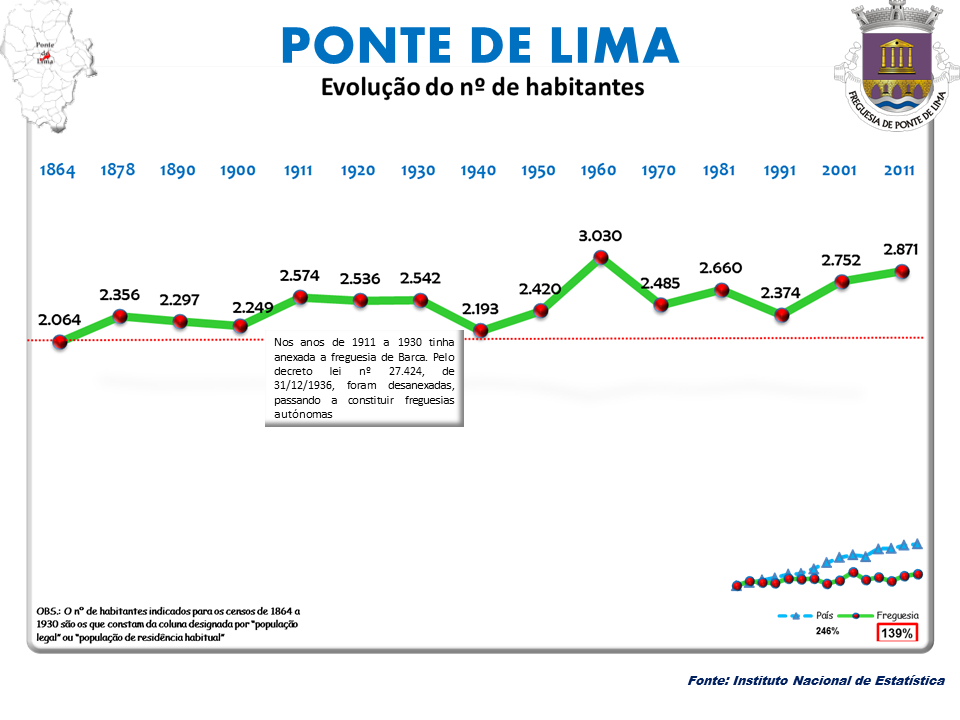
Bevolkingsontwikkeling tussen 1864 en 2011

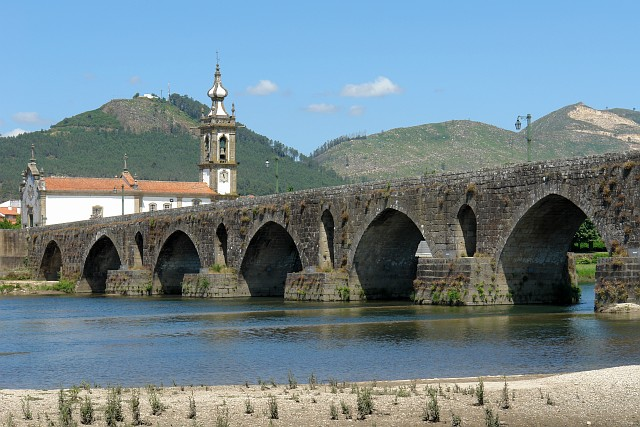
Brug van Ponte de Lima